# Pothyne albosternalis
Pothyne albosternalis là một loài bọ cánh cứng trong họ Cerambycidae.